# 기권표

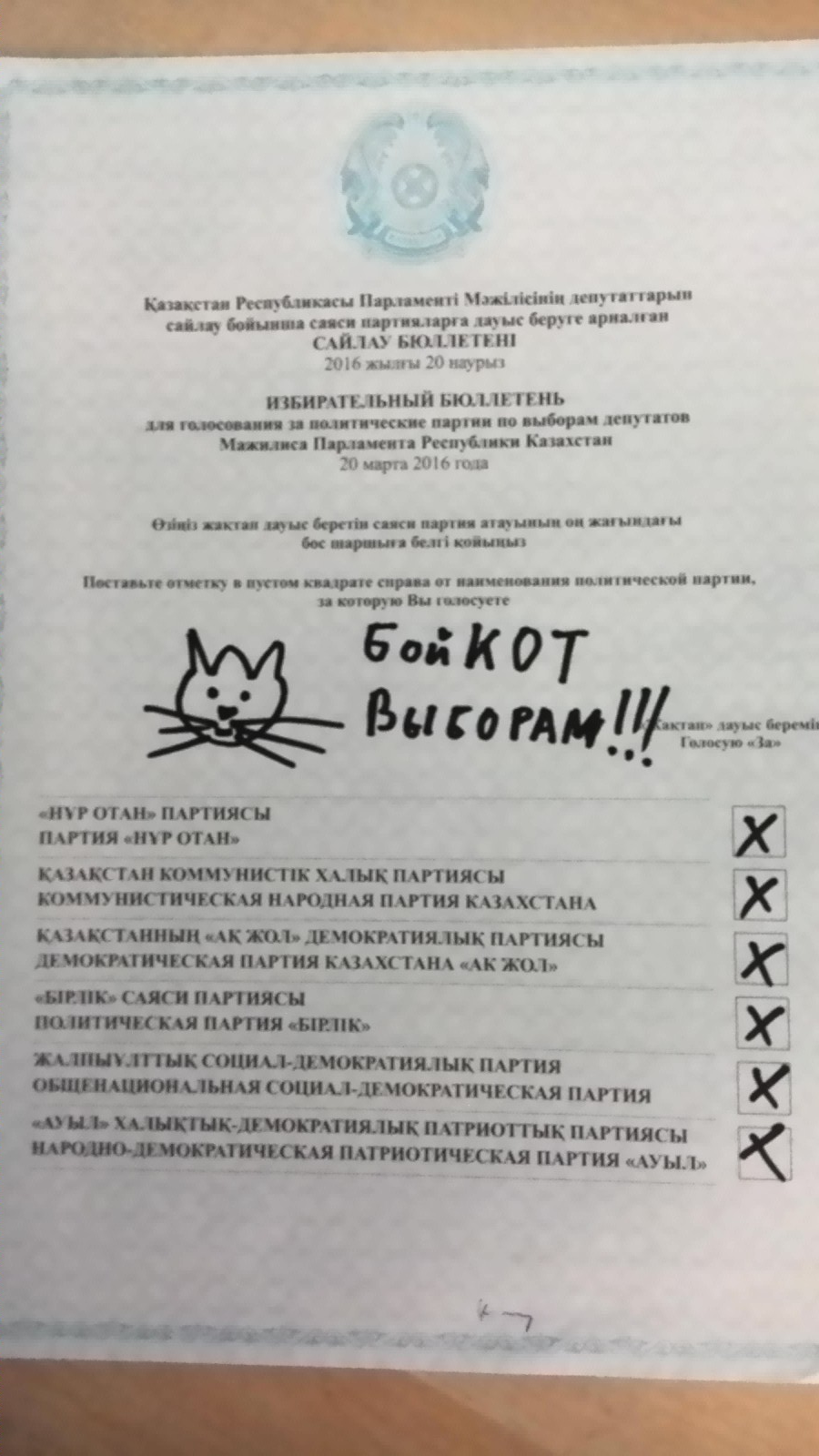

기권표(棄權票)는 후보나 선거 자체에 항의하는 목적으로 투표하는 것을 말한다. 특히 빈 투표용지로 투표하는 것을 백표(白票)라고도 부른다. 아예 투표를 하지 않는 기권과는 구분된다.
다음과 같이 여러 가지 방법이 있다.
- 빈 투표용지 그대로 투표하는 행위
- 후보가 아닌 사람에게 투표하는 행위
- 투표용지를 훼손하는 행위
- 고의로 무효표를 만드는 행위
- 기권란이 있는 경우 기권란에 투표하는 행위

빈 투표용지를 무효표로 처리할지, 투표율에 반영시킬지 여부는 각 나라별 선거 제도에 따라 다르다.

## 같이 보기
- 불신임 결의